# Galeazzo Ciano
Gian Galeazzo Ciano, hrabě z Cortelazzo a Buccari (18. března 1903 Livorno – 11. ledna 1944 Verona) byl italský diplomat, ministr zahraničních věcí a zeť Benita Mussoliniho.

## Život a kariéra

### Raná léta
Byl synem admirála Constanza Ciana, který ve 20. letech vstoupil do fašistické PNF a stal se šéfem její pobočky v Livornu. Spolu s mnoha dalšími důstojníky byl admirál Ciano v roce 1925 povýšen na hraběte, jelikož Mussolini přesvědčil krále o nezbytnosti vytvořit nový, fašistickým ideálům oddaný šlechtický stav.
Od roku 1924 byl admirál Ciano ministrem pošt a dopravy. Syn Galeazzo vystudoval na rozdíl od svého otce filozofickou a právnickou fakultu a dal přednost diplomatické kariéře. Napřed pracoval jako atašé na italské ambasádě v Rio de Janeiru, poté byl konzulem v Šanghaji. 24. dubna 1930 si vzal Eddu Mussoliniovou, čímž se stal členem diktátorovy rodiny. S Eddou měl tři děti – syny Fabrizia a Marzia a dceru Raimondu. Po návratu z Číny byl roku 1935 jmenován ministrem tisku a propagandy.
Během habešské války velel 15. bombardovací squadroně La Disperata, kde sloužila řada fašistických prominentů.

### Ministrem zahraničí
V roce 1936 jej Mussolini jmenoval ministrem zahraničních věcí. Od začátku patřil ke skupině fašistických hodnostářů prosazující úzkou alianci s nacistickým Německem. V době, kdy nastupoval, byla Itálie v důsledku své agresivní politiky v izolaci. Ciano neúnavně přesvědčoval svého tchána o výhodách italsko-německé spolupráce, což mělo za následek vznik Osy Berlín–Řím, což Itálii definitivně vzdálilo od Francie a Anglie. Pod jeho taktovkou Itálie vystoupila ze Společnosti národů a přistoupila k Paktu proti Kominterně. Když Hitler připojil Rakousko k Německu, italské ministerstvo zahraničí neprotestovalo. Od 22. května 1939 podpisem Ocelového paktu přišla Itálie o možnost vést samostatnou zahraniční politiku. Hrabě Ciano podepisoval tuto úmluvu s lehkým srdcem. Von Ribbentrop mu oznámil, že žádná válka do tří let nebude.
Válka ve skutečnosti vypukla už za tři měsíce. Ciano s Mussolinim se sice ze závazku vstoupit do války vyvlekli zasláním přemrštěného seznamu surovin a vojenského materiálu, ale hrozba, že se vítězní Němci stanou dominanty Evropy a Mussoliniho přesvědčení, že válka je již prakticky rozhodnuta, nakonec nepřipravené Italské království do války přes odpor krále a generality přivedla.

### Za války
Během války došlo mezi Mussolinim a jeho zetěm k postupnému ochlazení. On sám zprvu protestoval proti plánu invaze do Francie s tím, že reputaci armády nepomůže válka s prakticky poraženým nepřítelem a když skončily italské útoky bez valnějšího úspěchu, poznamenal si ironicky 30. června 1940 do svého deníku, že příměří přišlo v pravý čas, neboť tak zabránilo invazi Francouzů do Itálie. V kontrastu s touto opatrností plně podpořil špatně připravenou a ještě hůře provedenou invazi italské armády do Řecka. Po tomto debaklu následoval postupný pokles jeho vlivu. V únoru 1943 Mussolini převzal jeho post a jmenoval jej italským velvyslancem ve Vatikánu.

### Pád
V noci z 24. na 25. července 1943 došlo na půdě Velké fašistické rady k hlasování. Členové tohoto vrcholného orgánu podpořili 19 hlasy proti 7 rezoluci sesazující Mussoliniho z postu premiéra a vrchního velitele. Proti svému tchánovi hlasoval i hrabě Galeazzo Ciano. Ani tato snaha mu však nepomohla. Nástupcem Mussoliniho se stal maršál Pietro Badoglio, který Ciana neměl v lásce a považoval ho za kariéristu. Když 23. srpna 1943 došlo k vraždě bývalého generálního sekretáře PNF Ettore Mutiho, dostal Ciano strach a odjel i s rodinou z Říma. Ironií osudu se uchýlil do německého exilu. 27. srpna odletěl hrabě Galeazzo Ciano se svou rodinou z letiště Ciampino tajně do Mnichova. Za přísného utajení byli ubytováni ve vile u Oberallmannshausenu u Starnberského jezera. 31. srpna odletěla jeho manželka, hraběnka Edda, na osobní setkání s Adolfem Hitlerem do jeho hlavního vojenského stanu Wolfsschanze ve Východním Prusku (nyní Polsko). Hraběnka Edda Ciano požádala Hitlera o možnost vycestovat s celou rodinou do Španělska, což Hitler zamítl s tím, že v Německu je rodina v bezpečí a k odjezdu není žádný důvod. Rodina hraběte Ciana tak musela dále žít ve vile v Oberallmannshausenu, kde si hrabě i jeho žena opakovaně stěžovali na špatné jídlo, trvalou přítomnost členů SS a nevlídný personál. Situace byla natolik nesnesitelná, že Galeazzo a Edda Cianovi často přemýšleli o sebevraždě.

### Veronský proces a smrt
Zdánlivě odepsaný Mussolini, zatčený na králův rozkaz už 25. července a vězněný střídavě na několika místech, byl osvobozen operací výsadkového praporu a zvláštního oddílu SS ze svého posledního věznění v horském hotelu Campo Imperatore a převezen do Mnichova, aby se znovu ujal vlády v tzv. Republice Saló. Hrabě Ciano posléze Mussoliniho navštívil a z jeho hrané srdečnosti vyvodil, že mu nehrozí žádné nebezpečí. 23. září 1943 opustil Mussolini Německo a odcestoval do Itálie. 13. října 1943 rozhodla italská ministerská rada o zřízení mimořádného soudu k odsouzení těch členů Velké fašistické rady, kteří ve své době hlasovali proti Mussolinimu. Ciano zůstal nadále v Německu, ale Edda se vydala do Itálie, aby u svého otce intervenovala za manžela. Galeazzo Ciano byl nakonec 19. října vydán z Německa a přepraven do Verony, zde zatčen a dopraven do vězení Scalzi a spolu s dalšími čtyřmi členy Velké fašistické rady, kteří hlasovali proti Mussolinimu, byl ve Veroně postaven před soud. Pro mě osobně je Galeazzo již mrtvý, nechal se slyšet Mussolini, kterého neobměkčily ani prosby jeho dcery Eddy. Dne 11. ledna byl Galeazzo Ciano společně s ostatními odsouzen za zradu k trestu smrti a popraveni ranou do týlu. Edda Cianová uprchla do Švýcarska, kde pod falešnými jmény žily už nějakou dobu její děti. Do exilu propašovala i deníky svého manžela, které později prodala časopisu Chicago News.

## Vyznamenání
| Stát               | Stuha                                                           | Název                                      | Datum udělení       |
| ------------------ | --------------------------------------------------------------- | ------------------------------------------ | ------------------- |
| Česko              |                                                                 | Řád Bílého lva I. třídy                    | 1937, 7. června     |
| Italské království |                                                                 | rytíř Řádu zvěstování                      | 1939                |
| Italské království | Civilní savojský řád                                            |                                            |                     |
| Italské království |                                                                 | velkokříž Řádu svatých Mořice a Lazara     | 1939                |
| Italské království | velkokříž Řádu italské koruny                                   |                                            |                     |
| Italské království | velkokříž Koloniálního řádu italské hvězdy                      |                                            |                     |
| Italské království | stříbrná Vojenská záslužná medaile                              |                                            |                     |
| Italské království | Válečný záslužný kříž                                           |                                            |                     |
| Italské království | Pamětní medaile na válku 1940–1943                              |                                            |                     |
| Italské království | Pamětní medaile tažení do Albánie                               |                                            |                     |
| Italské království | Pamětní medaile vojenských operací ve východní Africe 1935–1936 |                                            |                     |
| Německá říše       |                                                                 | velkokříž Záslužného řádu Německého orla   |                     |
| Polsko             |                                                                 | rytíř Řádu bílé orlice                     | 1938                |
| Španělsko          |                                                                 | velkokříž s řetězem Řádu Isabely Katolické | 1938, 18. července  |
| Španělsko          |                                                                 | řetěz Císařského řádu jha a šípů           | 1939, 9. července   |
| Vatikán            |                                                                 | rytíř Řádu zlaté ostruhy                   | 1939, 22. prosince  |
| Vatikán            |                                                                 | velkokříž Řádu Pia IX.                     | 1937, 13. listopadu |
| Vatikán            | velkokříž Rytířského řádu Božího hrobu Jeruzalémského           |                                            |                     |

## Kulturní odkazy
- O životě Galeazzo Ciana bylo natočeno několik filmů, k významnějším patří Veronský proces (1962) v režii Carla Lizzaniho, v hlavní roli Frank Wolff[7] a Mussolini a já[8] (1985), kde jej zahrál Anthony Hopkins.